# جوزيه سواريس
جوزيه فيليسيانو لوريرو سواريس (بالبرتغالية: José Feliciano Loureiro Soares‏) المعروف باسم جوزيه سواريس (ولد في 23 فبراير 1976) هو لاعب كرة قدم برتغالي متقاعد لعب كقلب دفاع.

## المسيرة الرياضية مع الأندية
ولد في الواس. وقع سواريس مع بنفيكا في عام 1990 قادما من ألفيركا. خدم بشكل رئيسي كاحتياطي خلال تواجده ثم أعير إلى ألفيركا لمدة أربعة مواسم من 1995 إلى 1999.
لعب سواريس أول مباراة له في الدوري البرتغالي الممتاز في 1 فبراير 1998 حيث لعب 90 دقيقة كاملة في فوزه على أرضه 2-0 على فيتوريا دي سيتيوبال. أعاره بنفيكا عدة مرات طوال مدة عقده بما في ذلك نادي كامبومايورينزي حيث ساهم أدائه بالمراقبة الصارمة للمهاجم البرازيلي ماريو جاردل في فوز مفاجئ 1-0 على بورتو في 19 فبراير 2000 مما أدى إيقاف كلا اللاعبين بسبب ما حدث في الملعب. بعد تسريحه مثل مختلف النوادي في فرنسا وألمانيا والمملكة العربية السعودية وقطر والهند وإسبانيا منهياً مسيرته الرياضية في عام 2010 عن عمر 34 سنة.

## المسيرة الرياضية مع المنتخب
كان سواريس جزءًا من منتخب البرتغال تحت 20 سنة في بطولة العالم للشباب لكرة القدم 1995 في قطر التي حقق فيها المركز الثالث بعدما كون ثنائي ناجح في منتصف خط الدفاع مع بيتو من سبورتينغ لشبونة.